# Giuliana Campanella
Giuliana Campanella (Messina, 4 novembre 1976) è un'ex rugbista a 15, allenatrice di rugby a 15 e dirigente sportiva italiana, presente in 59 incontri internazionali e a due edizioni di Coppa del Mondo; dal 2014 è team manager della selezione nazionale.

## Biografia
Giuliana Campanella iniziò a giocare a rugby a quindici anni, entrando successivamente nel Messina, squadra che sorgeva in frazione Castanea; ad aprile 1997 debuttò in Nazionale a Nizza durante il campionato europeo in una vittoria contro l'Irlanda e l'anno successivo fece parte della selezione che prese parte alla Coppa del Mondo di rugby femminile 1998 nei Paesi Bassi.
Quattro anni più tardi fu di nuovo presente alla massima rassegna mondiale in Spagna, l'ultima dell'Italia per 15 anni, mentre con il Messina giunse in diverse occasioni fino alla finale di serie A, sempre venendo sconfitta dalle trevigiane Red Panthers.
Con lo scioglimento del club siciliano si trasferì al Red & Blu di Roma, anche se avendo sposato un rugbista neozelandese, Bevan Ryan, iniziò ad alternarsi tra l'Italia e il Paese di suo marito.
Fino al 2013 fu a disposizione della Nazionale, per la quale scese in campo per la cinquantanovesima e ultima volta contro l'Inghilterra nel corso del Sei Nazioni per poi ritirarsi dall'attività in azzurro; l'anno successivo fu designata dalla Federazione team manager dell'Italia femminile, incarico che inaugurò in occasione del Sei Nazioni 2014; dopo il ritiro dall'attività agonistica, a parte l'attività di dirigente federale, è anche allenatrice di squadre giovanili a Messina.